# Ambassador-at-large
Ambassador-at-large je diplomat visokog ranga koji nema sjedište u trećoj državi, nego svoju misiju obavlja putujući. Rjeđe je to prenošenje stajališta vlastite vlade, nekad pregovaranje u nastojanju da se riješi jedan iznimno delikatni problem između zemlje šiljateljice i strane zemlje, ili više zemalja, ponekad posredovanje između trećih zemalja. Moguće je da zemlja šiljateljica u zemlji kamo šalje veleposlanika at large ima svojeg redovitog diplomatskog predstavnika, no veleposlanik at large ima svoje posebne ovlasti (ponekad i veću političku težinu), pa svoju misiju može obavljati bez sudjelovanja šefa diplomatske misije akreditiranog u toj zemlji (iako je uobičajeno da ovaj prisustvuje i sudjeluje u takvim razgovorima). 
Upućivanje i primanje veleposlanika at large, samo po sebi, ne znači da su dvije zemlje uspostavile diplomatske odnose.